# 克維特涅韋 (馬林區)
50°49′46″N 29°6′34″E / 50.82944°N 29.10944°E
克維特涅韋（烏克蘭語：Квітневе），是烏克蘭北部的村莊，隸屬日托米爾州的科羅斯滕區。該村始建於1921年，面積1.09平方公里，海拔高度177米，2001年人口168，人口密度每平方公里153.71人。